# Bofillus van Juge
Bofillus van Juge (overleden te Roquecourbe op 11 augustus 1502) was van 1476 tot 1494 graaf van Castres.

## Levensloop
Bofillus was een Frans-Italiaanse edelman die deel uitmaakte van het geslacht Del Giudice, dat afkomstig was uit Amalfi.
Toen Jan II van Anjou, hertog van Calabrië, in 1461 werd verdreven uit Genua en naar de Provence vluchtte, volgde Bofillus hem op. Daar kreeg hij van Jan en zijn vader René I van Anjou de opdracht om de regio Catalonië met militaire kracht in te nemen. 
Koning Lodewijk XI van Frankrijk, wiens troepen bij die van René vervoegden, maakte van Bofillus zijn kamerheer en vertrouwde hem in 1471 het beheer van Roussillon en Cerdanya toe. Later werden hem belangrijke bezittingen toegewezen; in 1476 bijvoorbeeld het graafschap Castres, dat geconfisqueerd was van Jacob van Armagnac, hertog van Nemours. Ook vertrouwde de koning hem de diplomatieke relaties met Vlaanderen en Engeland toe.
Bofillus huwde rond 1480 met Maria, zus van heer Alain van Albret, waardoor zijn feodale positie in het zuiden van Frankrijk, die de koning hem gegeven had, bevestigd werd. Ook was hij een van de rechters in de zaak rond de in ongenade gevallen René van Alençon. Hij kweet zich zo vurig van zijn taak dat Lodewijk XI hem rijkelijk compenseerde.
In 1483 had de bisschop van Castres evenwel zijn bisdom herwonnen en in dezelfde periode ondernamen de erfgenamen van de hertog van Nemours gerechtelijke stappen om het graafschap Castres terug te winnen. In een poging om aan zijn vijanden te ontsnappen, stelde Bofillus voor om het commando over de legers van de Republiek Venetië op te nemen. Het verzoek werd echter afgewezen en in 1491 verloor hij ook nog het beheer over Roussillon. Zijn dochter Louise trouwde dan weer tegen zijn wil met een gewone burger, hetgeen zware familiale twisten veroorzaakte. Met als doel om zijn familie te onterven stond Bofillus Castres in 1494 af aan zijn schoonbroer Alain van Albret.
Bofillus van Juge overleed in augustus 1502 in het kasteel van Roquecourbe. Een dag na zijn overlijden werd hij bijgezet in de stad Castres.